# スチューベンビル高校強姦事件

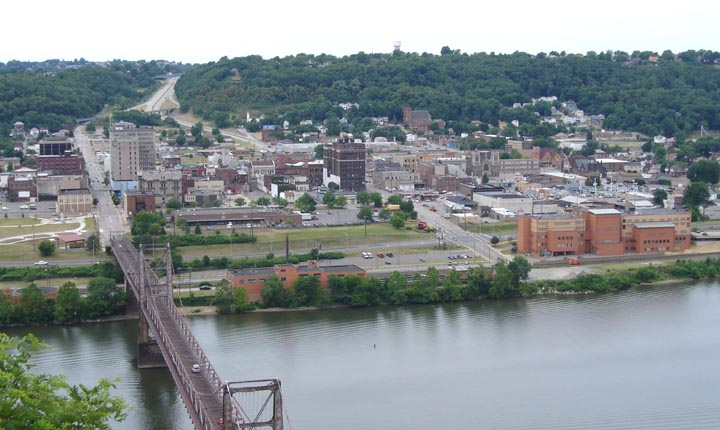
事件の舞台となったオハイオ州スチューベンビル市

スチューベンビル高校強姦事件（スチューベンビルこうこうごうかんじけん、Steubenville High School rape）は、2012年8月12日未明（現地時間）、アメリカ合衆国・オハイオ州東部のスチューベンビル市で起きた強姦事件。
被害者は当時16歳の女子高生で、泥酔状態で加害者の2人の少年（ともに当時16歳）に拉致され、裸にされて写真を撮られ、繰り返し性的暴行を受け、その様子を動画に撮られてインターネット上に公開された。加害者が街の英雄的存在であるスチューベンビル高校のフットボール選手であったことから、学区上層部による隠蔽が行われたり、被害少女に対するネットいじめが行われたりもしたが、ハクティビスト集団「アノニマス」のメンバーによって事件が明るみにされ、全米のみならず国際的な注目の的となった。
やがて加害少年2名には、オハイオ州法の定めによって強姦罪が適用され、実刑判決が下された。しかし、事件を明るみにし、結果的には解決に協力したハッカーには加害少年以上の重刑が科された。

## 事件詳細
この事件は、2012年8月12日未明、スチューベンビルとはオハイオ川を挟んだ対岸のウェストバージニア州ウィアトンに住む16歳の少女がパーティーで泥酔状態になった後、州の強豪として知られるスチューベンビル高校フットボール部の、それぞれQBとWRであった2名の少年に強姦された事件である。
裁判記録の謄本によると、同日午前0時頃、既に酩酊状態にあった被害少女は同校のフットボール選手4人と共に、最初のパーティー会場を離れ、別のパーティーへと移動した。その移動先のパーティー会場で少女は嘔吐し、このグループは20分ほどでこのパーティー会場からも離れ、目撃者のうちの1人の自宅へ向かった。その車中、15分ほどの間に、少女のシャツが脱がされ、加害者のうちの1人で、主犯格の少年が少女の膣に指を挿入し、胸を開き、残りの少年たちがその様子を動画や写真に撮影した。目撃者宅に着くと、少年たちは少女を地下室に運んで裸にし、主犯格の少年が、今度は自らの陰茎を少女の口に挿入した。そして、既に前後不覚になっていた少女は裸にされ、もう1人の加害少年が少女の膣に指を挿入し、その様子の写真も撮られた。その後、3人の目撃少年は2つ目のパーティー会場に戻り、友人たちとその写真を共有した。
ニューヨーク・タイムズ紙によると、事件の後、主犯格の少年は目撃少年に対し、「彼女はただお前の家に来て酔いつぶれただけだと言え」と指示して口封じを試み、また少女に対しては訴訟を起こさないよう誓約させていた、という。
スチューベンビル高校のフットボール選手がInstagramに投稿した画像では、被害少女には反応する様子は見られず、少年たちに手首と足首を掴まれて運ばれていた。事件当時には既にオハイオ州立大学に進学していた、同校野球部のある卒業生は、この事件を知るとTwitterに「世の中には小便をかけられるに値する人間がいる」とつぶやいた。このツイートは主犯格の少年を含む複数の利用者にリツイートされた。その後YouTubeに投稿された12分の動画に対しては、この元野球選手は「あいつら、マイク・タイソンよりも素早くレイプしているぞ」、「あいつら、彼女に小便をひっかけたぞ。小便をひっかけられたのだから、お前らも彼女が死んでるって判るよな」といった、冗談交じりのコメントを投稿した。また、主犯格の少年は、別のコメントで、被害少女は「死体みたいだ」「（2008年にフロリダ州オーランドで母親による児童虐待で命を落とした2歳の幼女）よりも死んでる」と投稿した。さらに別のコメントでは、この少年は「裸で横たわっていた少女の体に自分の精液をかけ、その写真を撮った」と彼女に告げた、と投稿した。事件後にこの少年が友人に向けたテキストメッセージでは、少年は「皆が思っているように、本当に犯してやればよかった」が「そうしたくなるほどの意識は彼女にはなかった」と述べていた。

## 世間の反応
ニューヨーク・タイムズがこの事件を大々的に報じると、ソーシャルメディアによる拡散も相まって、この事件は全米的な注目を集めた。「レイプ・クルー」を自称する少年たちは、Twitter、YouTube、Instagram、およびテキストメッセージを使って事件の様子を公開した。これらの動画および写真によって、被害少女は前後不覚の状態で、数時間にわたって性的暴行を受けていたことが明らかになった。スチューベンビルの住民や、これらのソーシャルメディアの利用者の中には、彼女は強姦され得るような状況に自らを置き、フットボールチームの名誉を汚したとして、被害少女を非難する者もいた。その一方で、彼女はフットボール選手を英雄視する地元文化の被害者だとする声もあった。
スチューベンビルを含むオハイオ州第6選挙区から選出された連邦議会下院議員、ビル・ジョンソンは、2013年1月7日に出した声明の中で、次のように述べた。

### 暴露された証拠
全米各紙がこの事件を報じると、それに続くように、2012年12月24日、アノニマスはこの事件に関与したがまだ起訴されていない、他の少年の実名を公開すると脅迫した。アノニマスの分派であるナイトセクは関連のないウェブサイトをハックし、選手およびプログラムを守るために事件の隠蔽を図ったとされる学校職員および地元当局に対する謝罪要求文を掲載した。年が明けた2013年1月3日には、ナイトセクは「自称『レイプ・クルー』による攻撃、および事件についてのジョークを言い合っている場面」を特集した動画を掲載した。起訴された2人の少年の他にも、事件に関与している者がいるという申し立てもあった。

### ブロガーへの名誉棄損訴訟
この事件は別のところにも訴訟沙汰を起こすことになった。起訴された2人とは別の少年の両親は、あるブロガーが自身のウェブサイトに、自分の息子に対する名誉棄損的な投稿をしているとして訴え、その差し止めを求めた。別のある法律ブロガーは、この訴訟をスラップであると評した。その結果、ジェファーソン郡通常事件裁判所はこのブロガーに対し、この少年は強姦に関与していない旨を記した謝罪文の掲載と、損害賠償25,000ドルの支払いを命じた。その後、このブロガーが「この少年は、この事件における自分の役割に対して自責の念に駆られている」と記すことに合意したことにより、2012年12月にこの訴訟は原告が将来再び訴訟を提起できる余地を残さず棄却された。

## 捜査、裁判と判決
州の捜査官は証拠として15台の携帯電話と2台のタブレットを押収して分析し、何百人もの生徒のテキストメッセージを収集した。また、生徒やその親、コーチ、学校職員を含む60人から事情を聴取した。
裁判所に提出された証拠は、主にこれらのテキストメッセージや、パーティーの最中に撮影され、その後に生徒間で交換され、Twitter、Facebook、YouTube等のソーシャルメディアに投稿された携帯電話の写真であった。判事はこれらの証拠を「冒涜的で醜い」と評した。
裁判では、被害少女は、強姦されていた6時間の間の記憶は、2つ目のパーティー会場で嘔吐したわずかな時間以外には無く、明朝に目覚めたら地下室で、全裸で、そこには2人の加害少年と他に10代の少年がいて、下着、サンダル、電話、およびイヤリングが無くなっていた、と証言した。
2013年3月17日、加害少年2名に判決が下され、主犯格の少年には少年刑務所での最短2年の懲役、もう1人の少年には最短1年の懲役がそれぞれ科された。いずれの加害少年も、少女との性交こそ行っていなかったが、酩酊して少年たちとの性行為に合意を示すことが不可能な状態であった少女に対して、その膣に指を挿入する行為が、オハイオ州法第2907条（下記）の定めるところによって強姦罪にあたる、とされた。
当初は、この2人の少年を性犯罪者リストに加えるか否かは、彼らが21歳になったときにヒアリングを行い、その素行に対する評価次第であると報じられていた。しかし、実際には、2人とも Tier II の性犯罪者としてリストに加えられた。
この判決に際して、CNNのニュースキャスター、ポピー・ハーロウは放送中、次のように述べた。
ハーロウのこの発言は、CNNの偏った報道姿勢を示すものであるとして批判にさらされた。ハーロウのみならず、同局の大御所キャスターであったキャンディ・クロウリーや、政治アナリストのポール・カランも、被害少女に対する視点が欠けており、加害少年に同情的であるとして批判の対象となった。また、CNNに加えて、FOXニュースおよびMSNBCは、この日の初期の放送で、字幕を適切に編集していない版を放送してしまい、結果として、APのガイドラインに反して、被害少女の実名を流布してしまった。
ビル・ジョンソン下院議員は、この判決が下された後、声明の中で次のように述べた。

## 顛末
この事件に関与こそしていなかったものの、TwitterやYouTubeで被害少女を嘲るようなツイートやコメントを投稿した元野球選手は、オハイオ州立大学から退学処分を受けた。同学は公式Twitterにて、この元野球選手はもう同学の学生ではないとツイートした。
この事件の隠蔽を試みた大人たちもただでは済まなかった。例えば、裁判で証拠として提出されたテキストから、スチューベンビル高校フットボール部のコーチ、リノ・サッコチアが選手をかばおうとしたことがうかがえたが、そのサッコチアの契約が更新され、教育委員会の管理局長職に任命されると、全米の至るところから憤怒が沸きあがった。それに応えるかのように、加害少年たちへの判決が下された直後、州司法長官マイク・デワインは、特別大陪審を選任し、特にコーチおよび他の学校職員が、オハイオ州法の定めで義務付けられた報告を怠ったなど、他に罪が犯されていないかどうかを決めると告知した。大陪審の審理は2013年4月から始まった。2013年10月8日、大陪審はスチューベンビル市学区の情報技術局長ウィリアム・ライナマンを、証拠改竄、司法妨害、公務執行妨害、および偽証で起訴した。起訴状によると、起訴の1週間前まで、ライナマンは捜査をあらゆる手段で妨害し、また4月8日に大陪審に喚問された際に虚偽の証言をしたとされている。2015年2月、ライナマンは検察官との取引の下で、公務執行妨害1犯について罪を認めた。ライナマンには懲役90日（うち80日分は執行猶予1年）、および社会奉仕40時間が言い渡され、裁判費用の支払いが命じられた。
2013年11月25日には、デワインはそれまで表面化していなかった、14歳の少女が被害を受けた別の強姦事件についても起訴すると告知した。この事件では、スチューベンビル市学区教育長のマイケル・マクビーが司法妨害、証拠改竄、公務執行妨害、および文書偽造で起訴された。後に、マクビーに対する告訴は8月に起きた強姦事件とは無関係であることが判明した。2015年1月、マクビーは教育長の職を辞し、スチューベンビルでの教育関係の職を二度と求めず、かつ、捜査および事件に関わったいかなる者とも今後連絡を取らないことと引き換えに、この事件での刑を免れるという司法取引を受け入れ、辞職した。
他にもこれらの事件に関連して起訴された大人はいた。小学校の校長リネット・ゴーマン、およびレスリング部アシスタントコーチ兼特別教育教師セス・フラーティーは、児童虐待の可能性があったにもかかわらず報告を怠ったとして起訴された。このうち、ゴーマンに対するものは、8月に起きた強姦事件とは関係が無く、2014年1月8日に起訴が取り下げられ、裁判所は40時間の社会奉仕、および今後同様の事件発生を認識した場合には直ちに報告するよう、学区内の学校教職員に伝えることを言い渡すにとどまった。元フットボール部アシスタントコーチ、マシュー・ベラーディンは、未成年飲酒の黙認、公務執行妨害、文書偽造などいくつかの罪に問われた。起訴された学校職員のうち2人は、その後2013年12月に復職した。
この事件において、「アノニマス」のメンバーで、隠滅された証拠を暴露したハッカー、「KYアノニマス」ことデリック・ロスタッターも、FBIによってケンタッキー州ウィンチェスターの自宅を家宅捜査された後、連邦のコンピュータ不正行為防止法違反で起訴された。また、Amazonは「アノニマス」への関与を理由として、ロスタッターを解雇した。ロスタッターは最長10年の懲役を科せられる可能性がある。これに対し、活動家は2013年6月24日、ロスタッターの起訴を取り下げるよう、200,000名の署名を集めた嘆願書を、州都コロンバスの連邦地方検察庁に提出した。
2014年1月5日、加害少年のうちの1人が出所した。その後、この少年はスチューベンビル高校に復学し、フットボール部に復帰した。また、この少年の性犯罪者リストでの区分は Tier I に下げられた。もう1人の、主犯格の少年は2015年1月6日に出所した。この少年は出所後すぐに、スチューベンビル近郊の、別の高校に編入した。
被害少女の弁護士がホイーリング・インテリジェンサー紙に伝えたところによると、少女は2014年に高校を優等で卒業し、大学へ進学したという。

## 文化的影響
2013年3月、スチューベンビル出身の元ポルノ女優で、現在は一般映画の女優、および歌手として活動するトレイシー・ローズは、この事件を題材として、市名をもじった Stupidville という楽曲を発表した。その直後のインタビューでは、ローズ自身も10歳の時に、スチューベンビルで強姦されたことに触れ、「あの街は何か病気を抱えている」と語った。
ロサンゼルスで活動する芸術家アンドレア・バウアーズは、2014年1月から4月にわたって、フットボール選手たちが事件発生の夜にTwitterに投稿したツイートをインスタレーション化して、ロサンゼルス郊外のクレアモントにあるポモナ大学美術館およびピッツァー大学アートギャラリーに展示した。 スチューベンビルと似た価値観を持つ、オハイオ州の小さな町で生まれ育ったバウアーズは、故郷について「男たちは『ノー』と言われることは無く、したいことを何でもできる権利を与えられているとする文化がある。その点は変わる必要があると感じている」と語った。この作品を制作するにあたって、バウアーズは調査のために裁判の傍聴に足を運んだ。
2014年9月には、ライフタイムはこの事件を題材として、 The Assault というテレビ映画を制作・放送した。
日系アメリカ人劇作家のナオミ・イイヅカは、この事件を題材として Good Kids という演劇を書き上げた。 Good Kids は2014年10月にミシガン大学で上演されたのを皮切りに、2015年2月から4月にかけて、インディアナ大学、アイオワ大学、ウィスコンシン大学、メリーランド大学、およびパデュー大学で上演された。
ブラッド・ピット、およびピットが所有する映画制作会社プランBエンターテインメントは、ローリング・ストーン誌から記事の権利を買い取り、デリック・ロスタッターに焦点を当ててこの事件の映画化に取り組んでいる。しかし、ピットらが強姦そのものや被害者よりも「ホワイト・ナイト」に焦点を当てていることに対しては批判もある。

## 註
1. 1 2 3 4 5  Oppel, Richard A. Jr. Ohio Teenagers Guilty in Rape That Social Media Brought to Light. New York Times. 2013年3月17日. 2015年8月22日閲覧.
2. ↑  Steubenville "Rape Crew" Probable Cause Transcript. Scribd. 2015年8月23日閲覧.
3. ↑  Preston, Jennifer. How Blogger Helped the Steubenville Rape Case Unfold Online. New York Times. 2013年3月18日. 2015年8月23日閲覧.
4. 1 2  Dividson, Amy. Life after Steubenville. The New Yorker. 2013年3月18日. 2015年8月23日閲覧.
5. 1 2 3  Macur, Juliet and Nate Schweber. Rape Case Unfolds on Web and Splits City. New York Times. 2012年12月16日. 2015年8月23日閲覧.
6. 1 2  Abad-Santos, Alexander. Everything You Need to Know About Steubenville High's Football 'Rape Crew'. The Wire. The Atlantic. 2013年1月3日. 2015年8月23日閲覧.
7. ↑  Johnson, Bill. Bill Johnson Statement on the Steubenville Rape Case. Washington, D.C. 2013年1月7日. 2015年8月23日閲覧.
8. ↑  Baker, Katie J.M. Anonymous Outs Members of Alleged Steubenville High School Rape Crew. Jezebel. 2012年12月24日. 2015年8月25日閲覧.
9. ↑  Abad-Santos, Alexander. The Steubenville 'Rape Crew' Trial Will Be on Display for the World to See. The Wire. The Atlantic. 2013年1月30日. 2015年8月25日閲覧.
10. ↑  Law, Mark. On trial: Date set in juvenile rape case. Herald Star. Steubenville, Ohio. 2012年12月25日. 2015年8月25日閲覧.
11. ↑  Steubenville, Ohio: Gang Rape + SLAPP Suit. The Legal Satyricon. 2012年12月2日. 2015年8月25日閲覧.
12. ↑  Law, Mark. Suit filed against site operator . Herald-Star. Steubenville, Ohio. 2012年10月31日. 2015年8月25日閲覧.
13. ↑  Goddard, Alexandria. Case Dismissed!. Prinniefied. 2012年12月27日. 2015年8月25日閲覧.
14. ↑  2907.01 Sex offenses general definitions. Ohio General Assembly. 2015年8月23日閲覧.
15. ↑  2907.02 Rape. Ohio General Assembly. 2015年8月23日閲覧.
16. ↑  Cordray, Richard. Guide to Ohio's Sex Offender Registration and Notification Laws. pp.7-9. Columbus, Ohio. 2009年6月. 2015年8月25日.
オハイオ州における性犯罪者リストには Tier I、Tier II、Tier III の3段階の分類があり、Tier III が最も重い。Tier I の者は15年間（少年は10年間）にわたって毎年、Tier II の者は25年間（少年は20年間）にわたって180日毎に、Tier III の者は生涯90日毎に、それぞれ住所を州当局に届け出る義務を負う。
17. ↑  Santiago, Kisa Mlela and Greg Botelho. Steubenville rape case: 2nd convicted teen classified as sex offender. CNN. 2013年8月16日. 2015年8月25日閲覧.
18. ↑  Clementine, Ford. There was only one victim in Steubenville. Daily Life. Fairfax Media. 2013年3月19日. 2015年8月23日閲覧.
19. ↑  Edwards, David. CNN grieves that guilty verdict ruined 'promising' lives of Steubenville rapists. Raw Story. 2013年3月17日. 2015年8月24日閲覧.
20. ↑  Knowles, David. Petition blasting CNN for allegedly sympathetic coverage of Steubenville, Ohio, rape convicts garners more than 200,000 signatures. New York Daily News. 2013年3月18日. 2015年8月24日閲覧.
21. ↑  Wemple, Erik. CNN is getting hammered for Steubenville coverage. Washington Post. 2013年3月18日. 2015年8月24日閲覧.
22. ↑  Fung, Katherine. CNN, Fox News, MSNBC Air Name Of Steubenville Rape Victim. Huffington Post. 2013年3月18日. 2015年8月24日閲覧.
23. ↑  Johnson, Bill. Rep. Bill Johnson Statement on Steubenville Verdict. Marietta, Ohio. 2013年3月17日. 2015年8月26日閲覧.
24. ↑  Kingkade, Tyler. Michael Nodianos From Steubenville Rape Video No Longer Enrolled At The Ohio State University (UPDATE). Huffington Post. 2013年1月7日. 2015年8月23日閲覧.
25. ↑  Pinckard, Cliff. Steubenville football coach Reno Saccoccia receives contract extension, sparking outrage online. Northeast Ohio Media Group. 2013年4月23日. 2015年8月27日閲覧.
26. ↑  Dissell, Rachel. Steubenville schools employee charged in relation to rape case that garnered international attention. The Plain Dealer. 2013年10月7日. 2015年8月27日閲覧.
27. ↑  Secret Indictment. Case No. B-CR-189. State of Ohio. 2013年10月7日 2015年8月27日閲覧.
28. ↑  Pelzer, Jeremy. Former Steubenville School Official Pleads Guilty to Erasing Files Sought in Rape Investigation. Northeast Ohio Media Group. 2015年2月27日. 2015年8月27日閲覧.
29. ↑  Yingling, Sara. Second Alleged Steubenville Rape Case. Wheeling, West Virginia: WTRF. 2012年9月5日. 2015年8月27日閲覧.
30. ↑  Baker, Katie J. M. Why Is No One Talking About the Second Steubenville Rape Case? Newsweek. 2013年11月27日. 2015年8月27日閲覧.
31. ↑  Gabriel, Trip. Inquiry in Cover-Up of Ohio Rape Yields Indictment of Four Adults. New York Times. 2013年11月25日. 2015年8月27日閲覧.
32. ↑  Macur, Juliet. In Steubenville Rape Case, a Lesson for Adults. New York Times. 2013年11月26日. 2015年8月27日閲覧.
33. ↑  Steubenville, Ohio, Superintendent Resigns, Charges Dropped. Associated Press. New York Times. 2015年1月12日. 2015年8月27日閲覧.
34. 1 2  Muskal, Michael. School superintendent, 3 others charged in Steubenville rape case. Los Angeles Times. 2013年11月25日. 2015年8月28日閲覧.
35. ↑  Carpenter, Don. Charges Dropped Against Lynette Gorman in Steubenville Grand Jury Indictment. Mobile Broadcast News. 2014年1月8日閲覧.
36. ↑  Miller, Mark J. Two indicted by jury are reinstated to posts. Herald Star Online. 2013年12月4日. 2015年8月28日閲覧.
37. ↑  Harkinson, Josh. Exclusive: Leader of Anonymous Steubenville Op on Being Raided by the FBI. Mother Jones. 2013年6月6日. 2015年8月28日閲覧.
38. ↑  June, Daniel. Anonymous Hacktivist Who Played Part of Steubenville Rape Case is Raided. JDJournal. 2013年6月10日. 2015年8月28日閲覧.
39. ↑  Stenovec, Timothy. Steubenville Hacker Says Amazon Fired Him Because He's Part Of Anonymous. Huffington Post. 2013年8月23日. 2015年8月28日閲覧.
40. ↑  Ferenstein, Gregory. Hacker Faces More Jail Time Than The Convicted Steubenville Rapists He Exposed. TechCrunch. 2013年6月9日. 2015年8月28日閲覧.
41. ↑  Kleinman, Alexis. Petition To Stop Case Against Anonymous Hacker Who Exposed Rapists Garners 200,000 Signatures. Huffington Post. 2013年6月24日. 2015年8月28日.
42. ↑  Ma'Lik Richmond, Convicted Steubenville Rapist, Released From Juvenile Detention. Huffington Post. 2014年1月6日. 2015年8月28日閲覧.
43. 1 2  Warsinskey, Tim. Steubenville rape case: Ma'Lik Richmond returns to football field and hears cheers (slideshow). The Plain Dealer. 2014年8月28日. 2015年8月28日閲覧.
44. ↑  Dissell, Rachel. Judge reduces sex offender registration requirements for football player convicted in Steubenville rape case. The Plain Dealer. 2014年11月14日. 2015年8月28日閲覧.
45. ↑  Law, Mark. Mays out of juvenile facility. The Review. East Liverpool, Ohio. 2015年1月8日. 2015年8月28日閲覧.
46. ↑  Smith, Cam. Steubenville rape convict and former football player released from juvenile detention. USA TODAY. 2015年1月7日. 2015年8月28日閲覧.
47. ↑  Porn star Traci Lords raped in 'Stupidville'. News.com.au. 2013年3月16日. 2015年8月28日閲覧.
48. ↑  Andrea Bowers. Artforum International Magazine. 2014年1月21日. 2015年8月28日閲覧.
49. ↑  Hess, Amanda. Steubenville Gets the Lifetime Treatment (And a Cheerleader Erupts Into Flames). Slate. 2014年9月19日. 2015年8月28日閲覧.
50. ↑  Tran, Diep. Naomi Iizuka's 'Good Kids' Tackles Sexual Assault at Universities. American Theatre. 2014年10月1日. 2015年8月31日閲覧.
51. ↑  Nicks, Denver. Brad Pitt to Produce Steubenville Rape Case Movie. Time. 2014年4月2日. 2015年8月28日閲覧.
52. ↑  Culp-Ressler, Tara. Brad Pitt's New Movie On The Steubenville Rape Case Has The Wrong Protagonist. Think Progress. 2014年4月3日. 2015年8月28日閲覧.